# Chrysozephyrus ataxus
Chrysozephyrus ataxus är en fjärilsart som beskrevs av John Obadiah Westwood 1851. Chrysozephyrus ataxus ingår i släktet Chrysozephyrus och familjen juvelvingar. Inga underarter finns listade i Catalogue of Life.

## Bildgalleri

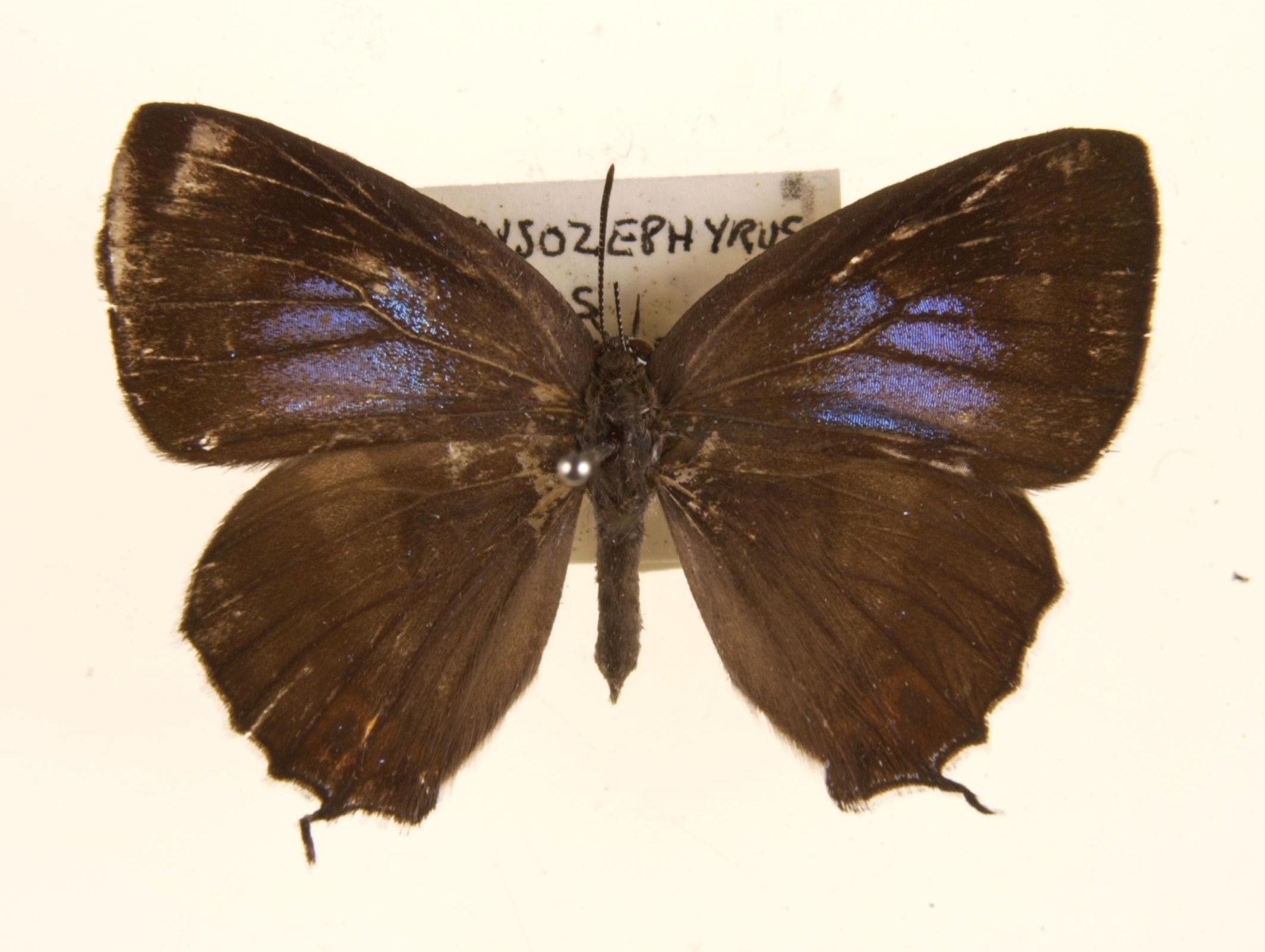